# Bad Lauterberg im Harz
Bad Lauterberg là một thị xã ở huyện Osterode, bang Niedersachsen, Đức. Đô thị này có diện tích 41,54 kilômét vuông. Đô thị Bad Lauterberg nằm phía nam Harz, cự ly khoảng 15 km về phía tây nam của Braunlage, và 20 km về phía đông nam của Osterode am Harz.